# Крутые Озерки
Крутые Озерки — деревня в Ишимском районе Тюменской области России. Входит в состав Карасульского сельского поселения.

## История
До 1917 года входила в состав Карасульской волости Ишимского уезда Тюменской губернии. По данным на 1926 год состояла из 201 хозяйства. В административном отношении являлась центром Крутоозерского сельсовета Жиляковского района Ишимского округа Уральской области.

## Население
| 2010 |
| ---- |
| 126  |

По данным переписи 1926 года в деревне проживало 767 человек (359 мужчин и 408 женщин), в том числе: русские составляли 100 % населения.
Согласно результатам переписи 2002 года, в национальной структуре населения русские составляли 89 % из 153 чел.